# Mont Agepsta
Mont Agepsta (georgià: აგეფსთა, romanitzat agepsta; Abkhazian, Agh'aphstha) és una muntanya que forma part de la serralada de Gagra, dins el sistema de les muntanyes del Caucas a Abkhàzia, Geòrgia. S'eleva entre 3.220 i 3.260 metres per sobre el nivell del mar, amb una elevació màxima de 3.357 m.
L'origen del topònim Ageptsta sembla provenir de l'abkhaz "Gorja Age" (ущелье Are). Segons una altra teoria, l'origen del topònim és del de "gorja de la costa" en abkhaz.

## Ecologia
Els vessants del mont Agepsta, fins a una cota de 1,700–1,800 m (5,577–5,906 ft), estan cobertes de masses boscosos d'Avet de Nordmann (Abies nordmanniana) i de faig oriental (Fagus orientalis). Es troben a l'ecoregió de boscos mixts del Caucas del Bioma de boscos temperats de frondoses mixts.
Les cotes més altes de la muntanya tenen prats alpins. Les elevacions més altes prop del cim tenen petites glaceres.